# La bambina dagli occhi di ghiaccio
La bambina dagli occhi di ghiaccio  (titolo originale: Crime School) è un thriller della scrittrice statunitense Carol O'Connell pubblicato in Italia da Piemme nel 2002.
Il libro è stato tradotto anche in russo, giapponese, francese e tedesco.

## Edizioni in italiano
- Carol O'Connell, La bambina dagli occhi di ghiaccio, traduzione di Ilaria Molineri, Piemme, Casale Monferrato 2002 ISBN 88-384-7390-0
- Carol O'Connell, La bambina dagli occhi di ghiaccio, traduzione di Ilaria Molineri, Piemme pocket, Casale Monferrato 2003 ISBN 88-384-7852-X
- Carol O'Connell, La bambina dagli occhi di ghiaccio, traduzione di Ilaria Molineri, Piemme Pocket, Casale Monferrato 2004 ISBN 88-384-8256-X
- Carol O'Connell, La bambina dagli occhi di ghiaccio, traduzione di Ilaria Molineri, Maestri del thriller Piemme, Casale Monferrato 2005 ISBN 88-384-8323-X